# Princesse Minushi
La princesse Minushi (水主皇女, Minushi no himemiko, Moitori no himemiko) (morte en 737) est une fille de l'empereur Tenji. Sa mère est dame Kurohime, dont le père est Kurikuma no Tokoma. On ne sait si elle a une descendance.
Sa biographie n'est pas documentée. Le poème d'Ishikawa no Myobu recueilli dans le Man'yōshū est la seule d'information disponible sur elle. Dans cette anthologie de poèmes waka, l'impératrice douairière Genshō ordonne à Ishikawa no Myobu de le composer pour exprimer son espoir de convalescence de la princesse Minushi, cela quelques années avant sa mort.

## Source de la traduction
- (en) Cet article est partiellement ou en totalité issu de l’article de Wikipédia en anglais intitulé « Princess Minushi » (voir la liste des auteurs).